# Бурручага, Хорхе
Хо́рхе Луи́с Бурруча́га (исп. Jorge Luis Burruchaga; род. 9 октября 1962[…], Гуалегуай, Энтре-Риос) — аргентинский футболист прошлого, нападающий и полузащитник, чемпион мира 1986 года в составе сборной Аргентины, один из лидеров чемпионской команды.

## Биография
Бурручага — воспитанник футбольной школы «Арсенала» из Саранди, однако карьеру начал в 1982 году в более знаменитом «Индепендьенте». В 1983 году вместе с «красными дьяволами» стал чемпионом Аргентины, а годом спустя помог своей команде выиграть рекордный седьмой Кубок Либертадорес. Гол Бурручаги в гостевом матче на Олимпико Монументале оказался единственным в двухматчевом противостоянии с «Гремио». В декабре Бурручага вместе с командой в Токио обыграл «Ливерпуль» и завоевал Межконтинентальный кубок.
В 1985 году Бурручага перешёл в «Нант» и в первом же сезоне был признан лучшим иностранным игроком чемпионата Франции. Выступал в этой лиге до 1993 года, причём последний сезон провёл за «Валансьен». В 1993 году был дисквалифицирован ФИФА на два года за так называемую «пассивную коррупцию» в деле «Валансьена» и «Олимпик Марселя». Завершал карьеру футболиста в «Индепендьенте». Во время второго пребывания в стане «короля кубков» (с 1995 по 1998 год) выиграл Суперкубок Либертадорес и Рекопу Южной Америки.
Бурручага знаменит тем, что забил победный гол в ворота сборной ФРГ в финале чемпионата мира 1986 года.

## Достижения

### Командные
- Чемпион Аргентины: 1983 (Метрополитано)
- Обладатель Кубка Либертадорес: 1984
- Обладатель Суперкубка Либертадорес: 1995
- Обладатель Рекопы: 1995
- Обладатель Межконтинентального кубка: 1984
- Чемпион мира: 1986
- Серебряный призёр чемпионата мира: 1990

### Личные
- Лучший бомбардир Кубка Америки: 1983